# Gryllotalpa monanka
Gryllotalpa monanka är en insektsart som beskrevs av Otte, D. och R.D. Alexander 1983. Gryllotalpa monanka ingår i släktet Gryllotalpa och familjen mullvadssyrsor. Inga underarter finns listade i Catalogue of Life.